# Cù Lao Dung (thị trấn)
Cù Lao Dung là thị trấn huyện lỵ cũ của huyện Cù Lao Dung, tỉnh Sóc Trăng, Việt Nam.

## Địa lý
Thị trấn Cù Lao Dung nằm ở trung tâm huyện Cù Lao Dung, có vị trí địa lý:
- Phía đông giáp xã An Thạnh Đông
- Phía tây giáp xã An Thạnh Tây
- Phía nam giáp xã An Thạnh 2 và xã Đại Ân 1
- Phía bắc giáp xã An Thạnh Đông và xã An Thạnh Tây.

Thị trấn Cù Lao Dung có diện tích 7,40 km², dân số năm 2022 là 7.054 người, mật độ dân số đạt 953 người/km².

## Hành chính
Thị trấn Cù Lao Dung được chia thành 3 ấp: Chợ, Phước Hòa A, Phước Hòa B.

## Lịch sử
Ngày 11 tháng 1 năm 2002, Chính phủ ban hành Nghị định số 04/2002/NĐ-CP về việc thành lập thị trấn Cù Lao Dung trên cơ sở 905,7 ha diện tích tự nhiên và 5.148 người của xã An Thạnh 2.
Ngày 4 tháng 10 năm 2016, Thủ tướng Chính phủ ban hành Quyết định số 1900/QĐ-TTg về việc công nhận thị trấn Cù Lao Dung là thị trấn đảo.
Ngày 13 tháng 9 năm 2023, UBND tỉnh Sóc Trăng ban hành Quyết định số 1944/QĐ-UBND về việc công nhận thị trấn Cù Lao Dung đạt chuẩn văn minh đô thị năm 2023.

## Văn hóa
Thị trấn Cù Lao Dung có 2 di tích:
- Di tích Địa điểm Chiến thắng Rạch Già tại thị trấn Cù Lao Dung được UBND tỉnh Sóc Trăng công nhận di tích lịch sử – văn hóa cấp tỉnh tại Quyết định số 12/QĐTC-CTUBND ngày 10/01/2008.
- Địa điểm đầu tiên của Trường Đảng tỉnh Sóc Trăng – Đình Rạch Giồng (Đình thần Nguyễn Trung Trực) tại ấp Phước Hòa B, thị trấn Cù Lao Dung được UBND tỉnh Sóc Trăng công nhận di tích lịch sử cách mạng cấp tỉnh tại Quyết định số 1952/QĐ-UBND[9] ngày 10/08/2017.[10]